# George Child-Villiers, 8. Earl of Jersey
George Henry Robert Child-Villiers, 8. Earl of Jersey (* 2. Juni 1873; † 31. Dezember 1923) war ein britischer Peer und Politiker der Conservative Party. Von 1915 bis 1923 war er Mitglied des House of Lords.

## Leben
George Henry Robert Child-Villiers stammte aus dem Adelsgeschlecht Villiers und war das älteste von sechs Kindern von Victor Child-Villiers, 7. Earl of Jersey, der unter anderem zwischen 1891 und 1893 Gouverneur von New South Wales war, und dessen Ehefrau Hon. Margaret Elizabeth Leigh, älteste Tochter von William Leigh, 2. Baron Leigh. Seine jüngere Schwester Lady Margaret Child-Villiers verstarb 1874 bei ihrer Geburt, während die zweitjüngere Schwester Lady Margaret Child-Villiers (1875–1959) war mit dem Unterhausabgeordneten Walter Rhys verheiratet, der später den Titel als 7. Baron Dynevor erbte. Seine zweitjüngste Schwester Lady Mary Julia Child-Villiers (1877–1933) war die Ehefrau von Brigadier-General Thomas Pakenham, 5. Earl of Longford, der am 21. August 1915 in der Schlacht um Scimitar Hill fiel. Seine jüngste Schwester Lady Beatrice Child-Villiers (1880–1970) war mit Edward Plunkett, 18. Baron Dunsany verheiratet, der als Schriftsteller neben Fantasykurzgeschichten sowie Schauspiele verfasste. Sein jüngster und einziger Bruder Hon. Arthur George Child-Villiers (1883–1969) diente als Major der Queen’s Own Oxfordshire Hussars im Ersten Weltkrieg und war später Deputy Lieutenant der Grafschaft Oxfordshire.
George Child-Villiers selbst absolvierte nach dem Besuch des renommierten Eton College ein Studium am New College der University of Oxford und wurde danach Partner sowie später Vorstandsvorsitzender der 1664 von Francis Child gegründeten und seit 1804 im Besitz der Familie Child-Villiers gehörenden Privatbank Child & Co., die er 1923 kurz vor seinem Tod an die Privatbank Glyn, Mills & Co. verkaufte. Beim Tod seines Vaters erbte er am 31. Mai 1915 den 1697 in der Peerage of England geschaffenen Titel als 8. Earl of the Island of Jersey und wurde damit bis zu seinem Tode 1923 Mitglied des Oberhauses (House of Lords). Zugleich erbte er die nachgeordneten Titel als 11. Viscount Grandison aus der Peerage of Ireland von 1621, als 8. Viscount Villiers aus der Peerage of England von 1691 sowie als 8. Baron Villiers, aus der Peerage of England von 1691. In der Regierung Lloyd George fungierte er vom 11. Januar bis zum 17. August 1919 Lord-in-Waiting und war zugleich Parlamentarischer Geschäftsführer (Government Whip) der Regierungsfraktion im Oberhaus. Er fungierte zudem zeitweise als Friedensrichter (Justice of the Peace) für Oxfordshire und Middlesex, sowie als Deputy Lieutenant von Oxfordshire.
George Child-Villiers heiratete am 8. Oktober 1908 Lady Cynthia Almina Constance Mary Needham, einzige Tochter von Francis Needham, 3. Earl of Kilmorey und Ellen Constance Baldock. Aus dieser Ehe gingen zwei Söhne und zwei Töchter hervor. Der älteste Sohn George Francis Child-Villiers (1910–1998) erbte nach dem Tode des Vaters 1913 als Dreizehnjähriger die Titel als 9. Earl of the Island of Jersey sowie die damit verbundenen nachgeordneten Titel. Die ältere Tochter Lady Joan Child-Villiers (1911–2010) war die Ehefrau von David Richard Colville. Der jüngere Sohn Hon. Edward Mansel Child-Villiers (1913–1980) diente als Squadron Leader der Royal Air Force (RAF) im Zweiten Weltkrieg. Die jüngere Tochter Lady Ann Child-Villiers (1916–2006) war mit Alexander Henry Elliot verheiratet, der als Major der Royal Artillery im Zweiten Weltkrieg diente.